# Lijst van burgemeesters van IJsselmuiden
Dit is een lijst van burgemeesters van de voormalige Nederlandse gemeente IJsselmuiden in de provincie Overijssel totdat deze gemeente bij de gemeentelijke herindeling van 1 januari 2001 werd toegevoegd aan de gemeente Kampen. Op 1 januari 1937 werden de gemeenten Grafhorst, Kamperveen, Wilsum en Zalk en Veecaten met deze gemeente samengevoegd, met behoud van de naam IJsselmuiden.
| Periode     | Naam burgemeester                                | Partij of stroming | Bijzonderheden |
| ----------- | ------------------------------------------------ | ------------------ | --- |
| 1811 - 1813 | mr. H.R. Verhagen                                |                    | maire |
| 1813 - 1838 | mr. Jacob Tichler                                |                    | aanvankelijk maire |
| 1838 - 1843 | jhr. mr. Henri Assuerus Wttewaall van Stoetwegen |                    | tevens burgemeester van Grafhorst en Wilsum; werd burgemeester van Kampen                                                         |
| 1843 - 1880 | Christianus Henricus Adolf Engelenberg           |                    | was burgemeester van Kamperveen; tevens burgemeester van Grafhorst en Wilsum                                                      |
| 1880 - 1889 | Christiaan Hendrik Adolf Arend Engelenberg       |                    | tevens burgemeester van Grafhorst en Wilsum                                                                                       |
| 1889 - 1897 | Herman Post Greve                                |                    | tevens burgemeester van Grafhorst en Wilsum                                                                                       |
| 1897 - 1914 | Herman Visscher                                  |                    | was burgemeester van Oldemarkt; tevens burgemeester van Grafhorst en Wilsum                                                       |
| 1914 - 1935 | Willem Meijer                                    |                    | tevens burgemeester van Grafhorst en Wilsum                                                                                       |
| 1935 - 1937 | mr. Egbert Jan Diepeveen                         |                    | waarnemend burgemeester, tevens van Grafhorst en Wilsum                                                                           |
| 1937 - 1944 | jhr. mr. Maurits Lodewijk Quarles van Ufford     |                    | |
| 1944 - 1945 | jhr. ir. Edward Floris Sandberg                  | NSB                | |
| 1945 - 1956 | Gerrit Abraham van Engelen                       | SGP                | aanvankelijk waarnemend |
| 1956 - 1975 | Leendert Abraham Verburg                         | ARP                | was burgemeester van Stavenisse, in deze periode drie keer (1956-1957, 1962-1963 en 1974) tevens waarnemend burgemeester van Urk. |
| 1976 - 1989 | Engelbert van Voorden                            | SGP                | werd burgemeester van Rijssen |
| 1989 - 1989 | mr. Leendert Antonie (Leo) van Splunder          | CDA                | waarnemend, oud-burgemeester van Hardenberg                                                                                       |
| 1989 - 2000 | Markus Marinus (Mark) Markusse                   | SGP                | was burgemeester van Arnemuiden, werd waarnemend burgemeester van Staphorst                                                       |